# Fusillade de l'entrainement républicain du match de baseball du Congrès
 (mai 2021).
La mise en forme du texte ne suit pas les recommandations de Wikipédia : il faut le « wikifier ».
Les points d'amélioration suivants sont les cas les plus fréquents :
- Les titres sont pré-formatés par le logiciel. Ils ne sont ni en capitales, ni en gras.
- Le texte ne doit pas être écrit en capitales (les noms de famille non plus), ni en gras, ni en italique, ni en « petit »…
- Le gras n'est utilisé que pour surligner le titre de l'article dans l'introduction, une seule fois.
- L'italique est rarement utilisé : mots en langue étrangère, titres d'œuvres, noms de bateaux, etc.
- Les citations ne sont pas en italique mais en corps de texte normal. Elles sont entourées par des guillemets français : « et ».
- Les listes à puces sont à éviter, des paragraphes rédigés étant largement préférés. Les tableaux sont à réserver à la présentation de données structurées (résultats, etc.).
- Les appels de note de bas de page (petits chiffres en exposant, introduits par l'outil «  Source ») sont à placer entre la fin de phrase et le point final[comme ça].
- Les liens internes (vers d'autres articles de Wikipédia) sont à choisir avec parcimonie. Créez des liens vers des articles approfondissant le sujet. Les termes génériques sans rapport avec le sujet sont à éviter, ainsi que les répétitions de liens vers un même terme.
- Les liens externes sont à placer uniquement dans une section « Liens externes », à la fin de l'article. Ces liens sont à choisir avec parcimonie suivant les règles définies. Si un lien sert de source à l'article, son insertion dans le texte est à faire par les notes de bas de page.
- La présentation des références doit suivre les conventions bibliographiques. Il est recommandé d'utiliser les modèles {{Ouvrage}}, {{Chapitre}}, {{Article}}, {{Lien web}} et/ou {{Bibliographie}}. Le mode d'édition visuel peut mettre en forme automatiquement les références.
- Insérer une infobox (cadre d'informations à droite) n'est pas obligatoire pour parachever la mise en page.

Pour une aide détaillée, merci de consulter Aide:Wikification.
Si vous pensez que ces points ont été résolus, vous pouvez retirer ce bandeau et améliorer la mise en forme d'un autre article.
Le 14 juin 2017, lors d'une séance d'entraînement pour le match de charité annuel de baseball du Congrès à Alexandrie, en Virginie, James Hodgkinson a tiré sur le chef adjoint de la majorité de la Chambre des États-Unis Steve Scalise, l'officier de police du Capitole américain Crystal Griner, l'assistant du Congrès Zack Barth et le lobbyiste Matt Mika. Une fusillade de dix minutes a eu lieu entre Hodgkinson et des agents de la police du Capitole et d'Alexandrie avant que les agents neutralisent Hodgkinson, qui décèdera des suites de ses blessures plus tard dans la journée à l'hôpital universitaire George Washington. Scalise et Mika ont été emmenés dans des hôpitaux voisins où ils ont subi une intervention chirurgicale.
Hodgkinson était un activiste de gauche, de Belleville dans l'Illinois, tandis que Scalise était un membre républicain du Congrès. Le procureur général de Virginie a conclu que l'attaque de Hodgkinson était "un acte de terrorisme... alimenté par la rage contre les législateurs républicains" Scalise a été le premier membre du Congrès à avoir été touché par balle depuis que la représentante de l'Arizona, Gabrielle Giffords, a été visée par une attaque en 2011.

## Contexte
La fusillade a eu lieu le 14 juin 2017 au Eugene Simpson Stadium Park à Alexandria, en Virginie, de l'autre côté de la rivière Potomac de Washington, DC. Il y avait 24 membres du Congrès républicains qui s'étaient rassemblés dans le parc pour s'entraîner pour le match de baseball du Congrès du lendemain., un événement annuel et bipartisan organisé pour la première fois en 1909. Parmi les représentants présents à l'entraînement, à part Scalise, il y avait les sénateurs Rand Paul et Jeff Flake, et les représentants Roger Williams (l'entraîneur de l'équipe), Chuck Fleischmann, Trent Kelly, Mo Brooks, Brad Wenstrup, Rodney Davis, Jeff Duncan, Jack Bergman et Joe Barton (le manager de l'équipe),,.
Avant le match, les républicains organisaient des entraînements à la même heure et au même endroit chaque matin. L'équipe a commencé sa pratique vers 6h30 ce jour-là,.
Selon les représentants Ron DeSantis et Jeff Duncan, ils ont été approchés avant la fusillade sur le terrain par un homme qui leur a demandé si c'était des républicains ou des démocrates qui pratiquaient sur le terrain. Duncan aurait répondu que c'était l'équipe républicaine. DeSantis a déclaré plus tard aux journalistes que lui et Duncan pensaient que l'homme était l'auteur de la fusillade, James Hodgkinson.
Trois officiers de police du Capitole étaient présents à la pratique pour protéger Scalise qui, en raison de sa position de leadership à la Chambre, avait un supplément de sécurité à plein temps assigné pour le protéger. Ils ont été postés derrière la première base ce jour-là.

## La fusillade
L'entrainement était en cours depuis environ une demi-heure lorsque James Hodgkinson a commencé à tirer. Selon la police du Capitole, il était armé d'un fusil SKS et d'une arme de poing 9 mm Smith & Wesson, qu'il avait apparemment achetés légalement. On ne savait pas si Hodgkinson avait utilisé l'arme de poing lors de l'incident.
Lorsque Hodgkinson a ouvert le feu, deux des officiers, David Bailey et Crystal Griner, se sont précipités sur le terrain pour protéger les membres du Congrès et les autres civils. Hodgkinson s'est mis à l'abri derrière le dugout de la troisième base alors que le troisième officier de police du Capitole, Henry Cabrera, l'a visé derrière le dugout de la première base,.
À 7h09 am, la police d'Alexandria a reçu un signalement au 9-1-1 de coups de feu. Deux policiers sont arrivés dans les trois minutes qui ont suivi et ont également engagé le feu avec Hodgkinson. Des témoins ont estimé qu'entre 50 et 100 coups de feu ont été tirés lors de la fusillade, qui a duré environ 10 minutes avant que Hodgkinson ne soit abattu par les policiers d'Alexandrie Nicole Battaglia, Alexander Jensen et Kevin Jobe et les policiers du Capitole Bailey et Griner,,.
Scalise, qui était à la deuxième base lorsque la fusillade a commencé, a reçu une balle dans la hanche et a tenté de se traîner hors du terrain. Alors que les tirs étaient toujours en cours, le Représentant Mo Brooks a utilisé sa ceinture comme garrot pour aider à arrêter le saignement d'un membre du personnel qui avait reçu une balle dans le mollet. Après la fin de la fusillade, Brooks et le représentant. Brad Wenstrup - un podiatre et réserviste de l'armée américaine qui a servi dans le 344th Combat Support Hospital de l'armée américaine - a pu aider Scalise.
Plusieurs témoins ont déclaré que leur vie avait été sauvée par la présence de la police du Capitole, qui était là en raison de la position de Scalise en tant que whip de la majorité de la Chambre. La police du Capitole a immédiatement engagé le feu contre Hodgkinson et l'a maintenu coincé, l'empêchant de continuer à tirer sur les joueurs de baseball non armés. Le représentant Davis et le Senateur Rand Paul a déclaré séparément que sans la présence des officiers, l'incident «aurait été un massacre»,.

## Blessures

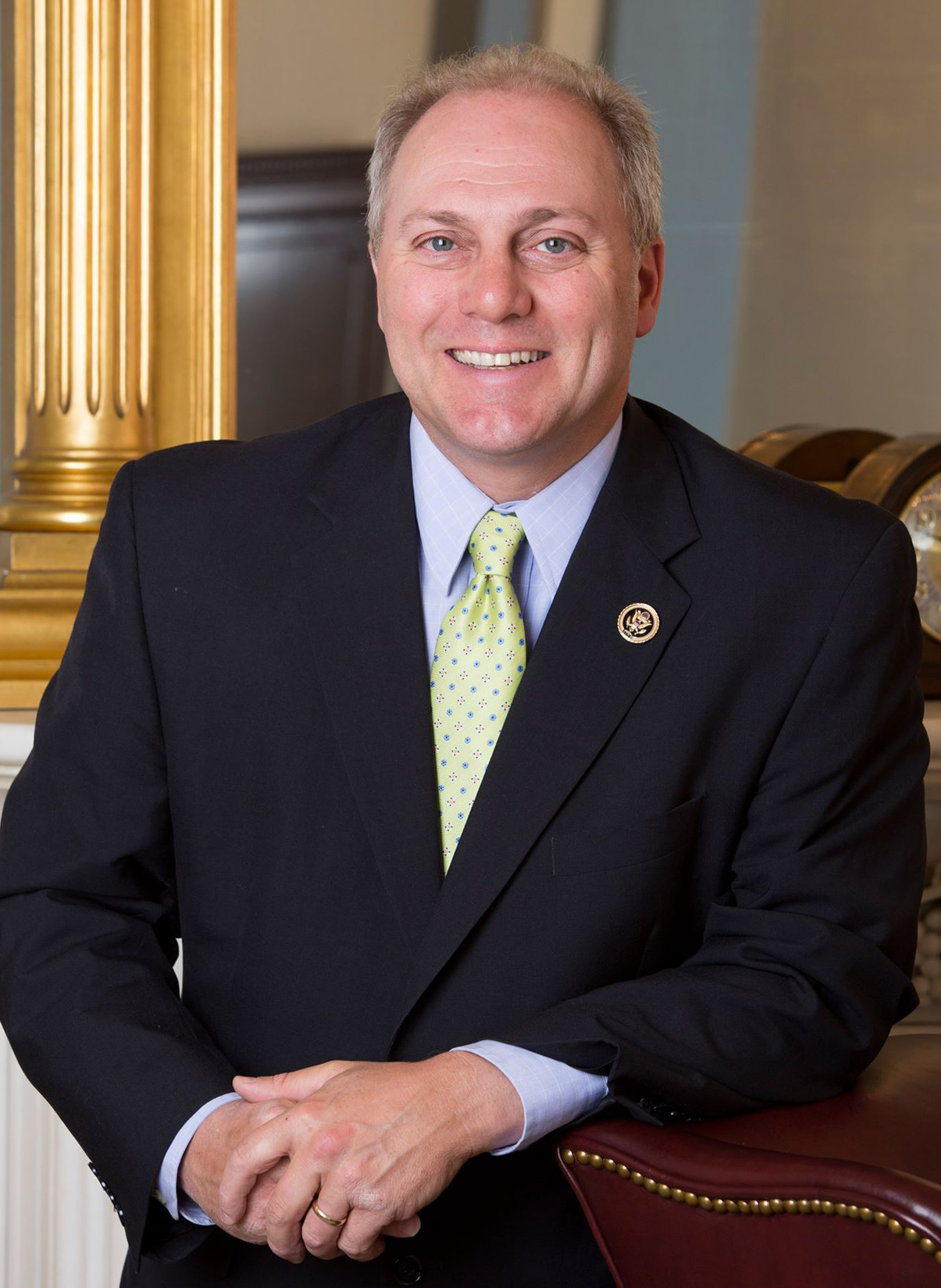
Steve Scalise, l'une des victimes

Scalise a reçu une balle dans la hanche et a été évacué par un hélicoptère de la police américaine du parc vers le centre hospitalier MedStar de Washington, où il a été opéré. L'hôpital a rapporté qu'après que la balle ai frappée sa hanche, elle a traversé son bassin - provoquant fractures, lésion des organes internes et provoquant des saignements sévères. Son état a été initialement qualifié de «critique». Il a reçu plusieurs transfusions sanguines et a subi plusieurs chirurgies pour réparer les dommages internes et arrêter le saignement. Son état est devenu "grave" le 17 juin. Il s'est en outre amélioré à «juste» le 21 juin bien qu'il ait été réadmis aux soins intensifs le 5 juillet en raison de préoccupations d'infection.
Matt Mika, un lobbyiste de Tyson Foods, a reçu plusieurs balles à la poitrine et au bras, le blessant aux poumons, au sternum et a ses côtes,,. Il est un ancien joueur de baseball et ancien assistant législatif des membres du Congrès Tim Walberg et Dave Camp, tous deux républicains du Michigan. Mika a été emmené à l'hôpital universitaire George Washington où il a subi une intervention chirurgicale pour ses blessures. Il était dans un état critique immédiatement après la chirurgie. Le lendemain de la fusillade, son état est passé de critique à grave. Le 23 juin, il est sorti de l'hôpital.
David Bailey et Crystal Griner, deux des officiers de la police du Capitole affectés à la protection de Scalise, ont tous deux été blessés. Griner a reçu une balle dans la cheville et a été hospitalisé dans ce qui a été décrit comme un bon état. Bailey a été soigné et libéré après avoir subi une blessure mineure non causée par des coups de feu.
Zack Barth, un assistant législatif du représentant texan Roger Williams, a reçu une balle dans le mollet. Il a été soigné à l'hôpital et libéré.
Le représentant Williams, ancien joueur de baseball de la Ligue mineure et entraîneur de l'équipe républicaine, s'est foulé la cheville en sautant dans un dugout pendant l'attaque pour éviter d'être touché. Il a utilisé une béquille pour se soutenir pendant quelques semaines.

## Auteur
La police a identifié le tireur comme étant James Thomas Hodgkinson, âgé de 66 ans, dont la dernière résidence permanente était à Belleville, dans l'Illinois. Il a été gravement blessé lors de la fusillade et transporté à l'hôpital universitaire George Washington, où il est décédé des suites de ses blessures.
Le shérif du comté de St. Clair a déclaré que des députés avaient été appelés chez Hodgkinson environ une demi-douzaine de fois au cours des 20 dernières années. En 2006, Hodgkinson a été accusé d'avoir battu sa fille adoptive et accusé de coups et blessures domestiques, mais l'affaire a été classée lorsque la victime présumée a refusé de témoigner. Si Hodgkinson avait été condamné, il n'aurait pas été en mesure d'acheter légalement des armes à feu.
En mars 2017, un voisin a appelé la police pour se plaindre du fait que Hodgkinson avait tiré avec une carabine sur des arbres dans leur quartier résidentiel. Les agents qui ont répondu ont vérifié le permis d'armes de Hodgkinson, puis lui ont conseillé de ne pas tirer dans la zone, mais n'ont pas procédé à une arrestation.
Hodgkinson possédait une entreprise d'inspection de maisons dont le permis était expiré au moment de la fusillade. Les enquêteurs pensent qu'il vivait dans une camionnette à Alexandria depuis environ six semaines au moment de la fusillade,. Des témoins disent qu'il a souvent garé la fourgonnette près du terrain de balle et du YMCA à proximité, et qu'il était un visiteur fréquent du YMCA. Selon Tim Slater du bureau de terrain du FBI à Washington, Hodgkinson "était à court d'argent. Il n'était pas employé au moment de l'événement et il cherchait un emploi local. Il a été marié pendant 30 ans, et il semble que ce mariage n'allait pas très bien. C'était juste un modèle de vie où l'on pouvait voir que les choses n'allaient pas bien. "
Hodgkinson avait participé à la campagne présidentielle de Bernie Sanders lors de l' élection présidentielle américaine de 2016, et a été décrit par un autre militant de l'Iowa comme un "gars calme, très doux, très réservé",.
Le membre du Congrès républicain Mike Bost, qui représente le district d'origine de Hodgkinson, a déclaré que Hodgkinson avait contacté son bureau dix fois, mais "jamais avec des menaces, seulement de la colère",.
Il a écrit 27 lettres au rédacteur en chef du Belleville News-Democrat entre mars 2008 et septembre 2012 sur divers sujets politiques et économiques, dont beaucoup étaient anti-républicains.
Le 22 mai, Hodgkinson a écrit: «Trump est un traître. Trump a détruit notre démocratie. Il est temps de détruire Trump & Co. "au-dessus de sa republication d'une pétition de Change.org demandant" la destitution légale "de Trump et du vice-président Mike Pence pour" trahison ". Il appartenait à de nombreux groupes politiques Facebook, dont ceux nommés «Mettre fin au Parti républicain», «La route de l'enfer est pavée de républicains» et «Donald Trump n'est pas mon président».
Le FBI, qui a repris l'enquête, a déclaré le 14 juin qu'il était trop tôt pour attribuer un motif à la fusillade. Il a lancé une demande d'assistance publique avec "toute information concernant Hodgkinson".
Le 16 juin, USA Today a rapporté, citant une source anonyme, que le Federal Bureau of Investigation avait trouvé une liste de noms, y compris ceux des membres du Congrès républicain Mo Brooks, Jeff Duncan et Trent Franks, dans la poche de Hodgkinson.
Le 21 juin, l' agent du FBI Timothy Slater a déclaré que les noms de six membres du Congrès avaient été écrits sur un morceau de papier trouvé dans un casier de stockage d'Alexandrie loué à Hodgkinson. Il a dit que cela ne semblait pas être une liste de résultats et que sa signification n'était pas claire.

## Réactions
L'attaque a suscité une réponse bipartite, car de nombreux politiciens ont immédiatement envoyé des notes exprimant leur colère face à la fusillade, leurs souhaits de rétablissement pour les blessés et leur gratitude envers la police. La nouvelle de la fusillade et des blessures a rapidement atteint les joueurs démocrate, qui se trouvaient à leur propre entraînement à un autre endroit lorsque la fusillade a eu lieu. Ils se sont rassemblés dans le dugout pour prier pour les blessés.
Le président Donald Trump s'est adressé à la nation en disant: «Nous sommes profondément attristés par cette tragédie. Nos pensées et nos prières vont aux membres du Congrès, à leur personnel, à la police du Capitole, aux premiers intervenants et à tous les autres concernés". Le président Trump et son épouse Melania ont rendu visite à Scalise et Griner à l'hôpital. À l'hôpital, les Trump ont parlé avec la famille de Scalise et avec Griner et sa femme. Le 27 juillet 2017, Trump a décerné la Médaille de la vaillance d'agent de la sécurité publique à cinq des agents blessés dans la fusillade.
Le président de la Chambre, Paul Ryan (R - WI), s'est adressé à la Chambre des représentants avant leur séance de l'après-midi et a déclaré: «Une attaque contre l'un de nous est une attaque contre nous tous». Les membres des deux partis ont applaudi à ses propos.
L'ancienne représentante Gabrielle Giffords (D - AZ), qui a survécu à une balle dans la tête lors d'un événement constitutif en 2011, a envoyé un tweet qui disait: "Mon cœur est avec mes anciens collègues, leurs familles et leur personnel, et la police du Capitole des États-Unis - public serviteurs et héros aujourd'hui et tous les jours".
Quelques heures après la fusillade, le sénateur Bernie Sanders a répondu à la Chambre du Sénat des États-Unis à la nouvelle que Hodgkinson était un bénévole de campagne pour sa course présidentielle de 2016 :

« Je viens d'apprendre que le tireur présumé contre l'entrainement de l'équipe républicaine de baseball est quelqu'un qui s'est apparemment porté volontaire pour ma campagne présidentielle. Je suis écœuré par cet acte ignoble. Permettez-moi d'être aussi clair que possible, la violence de toute nature est inacceptable dans notre société et je condamne cette action dans les termes les plus forts possible. Un vrai changement ne peut se produire que par une action non-violente, et tout le reste va à l'encontre de nos valeurs américaines les plus profondément ancrées. »

Les réactions à la fusillade parmi les militants politiques ont été partagées. Certains libéraux, comme le gouverneur de Virginie Terry McAuliffe a appelé à des lois plus strictes sur le contrôle des armes à feu, tandis que certains républicains, comme Chris Collins, ont blâmé la rhétorique anti-Trump. D'autres militants ont accusé la polarisation avoir provoqué la fusillade.

## Effet sur le match de baseball du Congrès 2017
Les dirigeants du Congrès ont annoncé dans l'après-midi du 14 juin que le match de baseball du Congrès, qui se joue à des fins caritatives, aurait lieu comme prévu le lendemain.

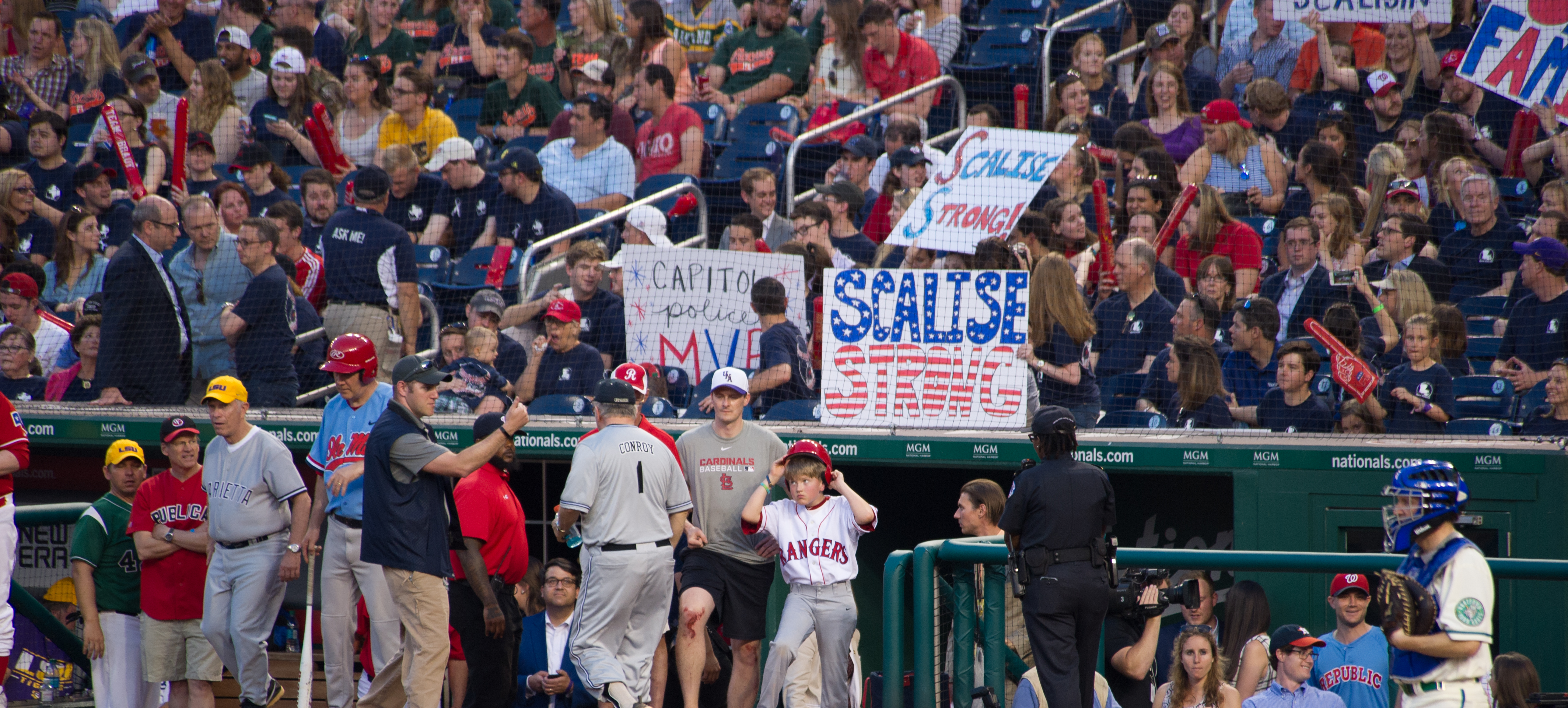
Les supporters de Scalise au match de baseball du Congrès

Le match annuel attire généralement une foule d'environ 10 000 personnes, mais cette année, plus de 20000 billets ont été vendus, rapportant plus de 1 million de dollars pour la charité. David Bailey, l'un des deux policiers du Capitole blessés lors de la fusillade, a tiré le premier lancer. S'appuyant sur des béquilles en raison de sa blessure, il a reçu une ovation des 24 959 personnes présentes aux Nationals Park. De nombreux joueurs des deux parties portaient des chapeaux de la Louisiana State University avec leurs uniformes en hommage à Scalise. L'équipe démocrate a battu l'équipe républicaine 11–2, mais a prêté le trophée aux républicains jusqu'à ce que Scalise ait terminé sa récupération.